# 2 juli
2 juli is de middelste dag van een niet-schrikkeljaar, met 182 dagen ervoor, en 182 dagen erna.

## Gebeurtenissen
- Algemeen
  - 1298 - Adolf van Nassau wordt als graaf van Nassau opgevolgd door zijn zoons Rupert V en Gerlach I.
  - 1429 - Filips I van Nassau-Weilburg wordt opgevolgd door zijn zoons Filips II en Johan II onder regentschap van hun moeder Isabella van Lotharingen.
  - 1839 - Opstand op het slavenschip La Amistad.
  - 1865 - William Booth richt The Christian Mission op. Dit wordt later het Leger des Heils.
  - 1937 - Pilote Amelia Earhart verdwijnt spoorloos boven de Stille Oceaan.
  - 1984 - Vlag van Curaçao werd aangenomen
  - 1955 - Tierpark Berlin Friedrichsfelde wordt geopend.
  - 1993 - Bloedbad van Sivas (Turkije): tijdens een cultureel festival komen 37 mensen, waaronder een Nederlandse, om door een aanval van een islamitisch-fundamentalistische menigte.
  - 2010 - Een natuurbrand op de Strabrechtse Heide verwoest 200 hectare natuurgebied.
- Media
  - 1949 - Pete Felleman presenteert de eerste hitparade op de Nederlandse radio.
  - 2005 - Live 8, een geheel van synchroon lopende benefietconcerten, vindt plaats op verschillende plekken rond de wereld.
- Oorlog
  - 1298 - Slag bij Göllheim.
  - 1600 - Slag bij Nieuwpoort.
  - 1747 - Slag bij Lafelt.
  - 1943 - Slag om Koersk.
  - 2008 - de Frans-Colombiaanse politica Íngrid Betancourt wordt bevrijd uit handen van de FARC-rebellen
- Politiek
  - 437 - Valentinianus III regeert als zelfstandig keizer over het West-Romeinse Rijk. Keizerin-moeder Galla Placidia beëindigt haar regentschap na een streng 11-jarig regeringsbeleid (zie: 425).
  - 1881 - President James Garfield van de VS wordt neergeschoten door Charles J. Guiteau. Hij overlijdt uiteindelijk op 19 september 1881 aan bloedvergiftiging.
  - 1959 - Prinselijk huwelijk van Albert II van België en Paola Ruffo di Calabria.
  - 1976 - Noord- en Zuid-Vietnam worden herenigd en vormen de Socialistische Republiek Vietnam. De stad Saigon wordt omgedoopt tot Ho Chi Minhstad.
  - 1990 - Op de trappen van het parlement in Pristina stemmen de Albanese vertegenwoordigers voor een zelfstandige republiek van de Servische provincie Kosovo binnen het Joegoslavisch staatsverband.
  - 2013 - Spanje sluit zijn luchtruim voor een vlucht van de Boliviaanse president Evo Morales, omdat wordt verondersteld dat deze de klokkenluider Edward Snowden aan boord heeft.
  - 2024 - In Nederland wordt het Kabinet-Schoof beëdigd als opvolger van kabinet-Rutte IV, na de Tweede Kamerverkiezingen van 22 november 2023 en de daaropvolgende kabinetsformatie. Dick Schoof wordt de nieuwe Minister-president van Nederland.
- Recreatie
  - 2010 - In Epcot wordt de attractie Captain EO heropend.
- Religie
  - 1988 - Paus Johannes Paulus II noemt de bisschopswijding van 30 juni in Écône in Zwitserland een schismatieke daad en excommuniceert aartsbisschop Marcel Lefebvre en de vier wijdelingen.
  - 1988 - Instelling van de Pauselijke Commissie Ecclesia Dei met het doel de gemeenschap tussen de Heilige Stoel en traditionalistische priesters, seminaristen, communiteiten en religieuzen te bewaren.
  - 1990 - 1426 pelgrims komen om in een voetgangerstunnel tijdens de hadj in Mekka.
- Sport
  - 1878 - Eerste Varsity (roeien).
  - 1948 - Het IJslands voetbalelftal behaalt de eerste zege uit de historie als Finland met 2-0 wordt geklopt.
  - 1991 - Het Moldavisch voetbalelftal speelt de eerste interland uit de geschiedenis. De voormalige Sovjetstaat verliest in Chisinau met 4-2 van Georgië.
  - 1994 - De Colombiaanse voetballer Andrés Escobar wordt in Medellín doodgeschoten omdat hij tijdens de WK-eindronde 1994 in eigen doel had geschoten en Colombia daardoor werd uitgeschakeld.
  - 2000 - Frankrijk wint in Rotterdam het EK voetbal door Italië in de finale met 2-1 te verslaan. In de verlenging maakt David Trezeguet de zogeheten golden goal.
  - 2003 - Vancouver krijgt de Olympische Winterspelen 2010 toegewezen.
  - 2006 - De Chileense voetbalclub Colo-Colo wint de 24ste landstitel uit de clubgeschiedenis door Universidad de Chile na strafschoppen te verslaan in de finale van de Primera División (Apertura).
  - 2008 - LDU Quito wint voor de eerste keer in haar bestaan de Copa Libertadores. In de finale is de Ecuadoraanse club te sterk voor Fluminense.
  - 2022 - Fabio Jakobsen wint de tweede etappe van de Tour de France, de Nederlander die ooit in coma lag won in het Deense Nyborg de massasprint op befaamde Grote Beltbrug.
  - 2023 - Atleet Nick Smidt loopt bij internationale atletiekwedstrijden in La Chaux-de-Fonds (Zwitserland) met 48,36 een Nederlands Record op de 400 meter horden. Daarmee is hij 0,08 sneller dan Harry Schulting die sinds 1979 het record in handen had.[1]
  - 2023 - Bij de Europese Spelen in Krakau (Polen) winnen de Nederlandse badmintonners Selena Piek en Robin Tabeling goud in het gemengd dubbel door in de finale het Franse tweetal Delphine Delrue en Thom Gicquel in drie games te verslaan.[2]
  - 2024 - Bij het Europees kampioenschap voetbal 2024 wint Nederland met 3-0 van Roemenië en plaatst zich voor de kwartfinales. Donyell Malen scoorde twee keer en Cody Gakpo scoorde zijn derde treffer tijdens dit toernooi.
- Wetenschap en technologie
  - 1578 - Martin Frobisher ontdekt Baffineiland.
  - 1900 - Eerste vlucht van een zeppelin, bij Friedrichshafen, Duitsland.
  - 1985 - Lancering van een Arianeraket van Arianespace vanaf Centre Spatial Guyanais in Kourou, Frans-Guyana met aan boord de onbemande Giotto sonde die de komeet 1P/Halley moet gaan bestuderen.[3][4]
  - 1990 - Het Giotto ruimtevaartuig vliegt op een afstand van 16.300 km langs de Aarde en doet metingen aan het aardmagnetisch veld. Het is de eerste keer dat een ruimtevaartuig dat in de ruimte een missie heeft volbracht de Aarde passeert.[4]
  - 2001 - Robert Tools krijgt het eerste, volledig zelfstandig functionerende kunsthart geïmplanteerd en overleeft vijf maanden.

## Geboren

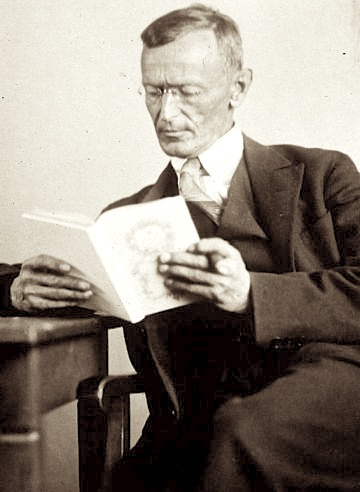
Hermann Hesse
geboren in 1877

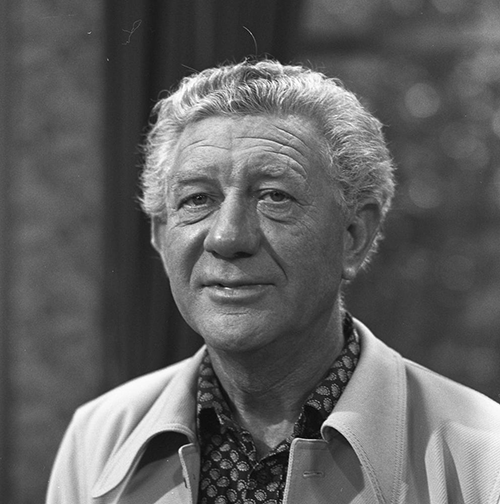
Herman Wigbold
geboren in 1925

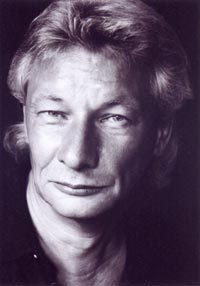
Jip Golsteijn
geboren in 1945

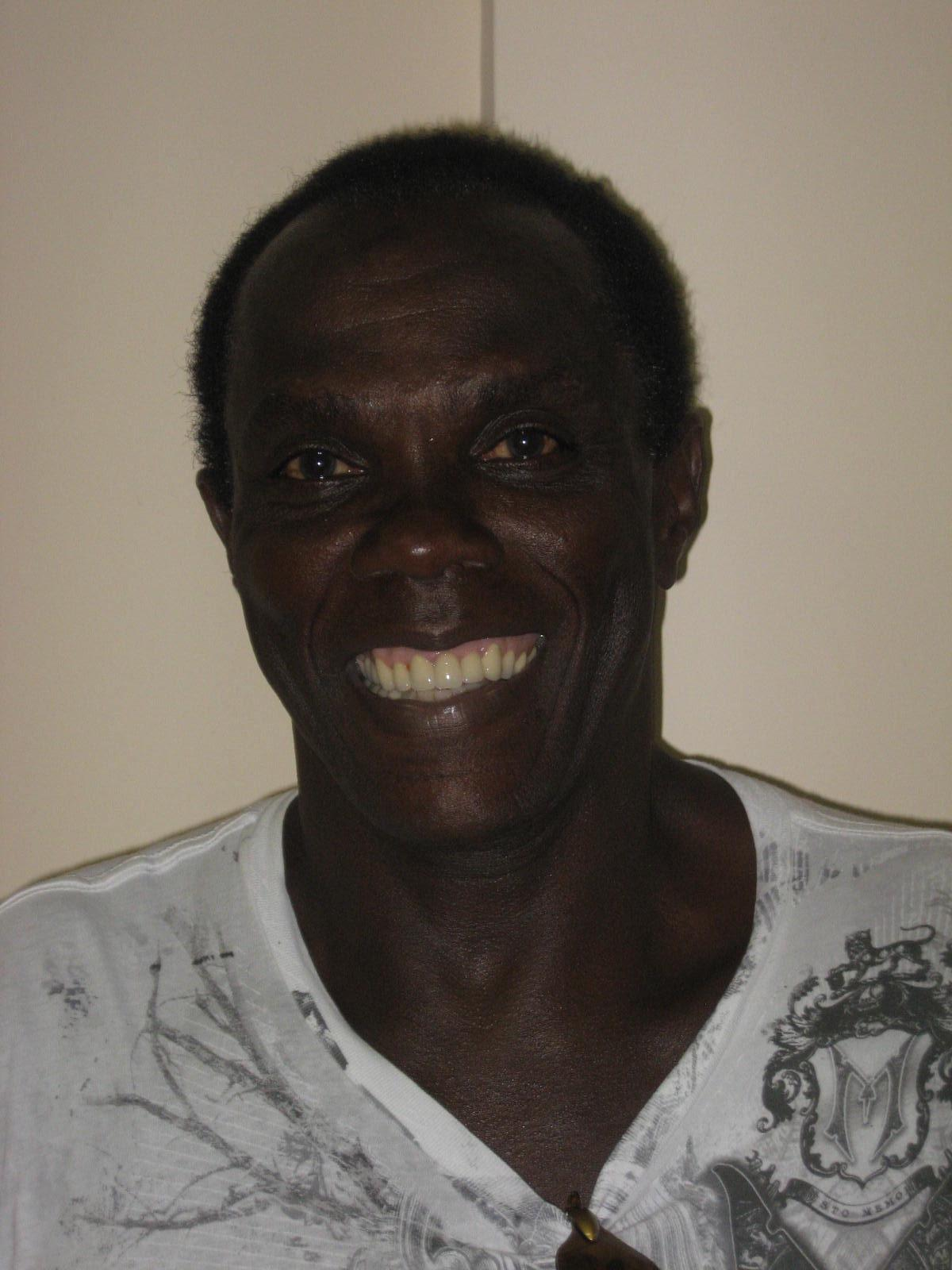
Cláudio Adão
geboren in 1955

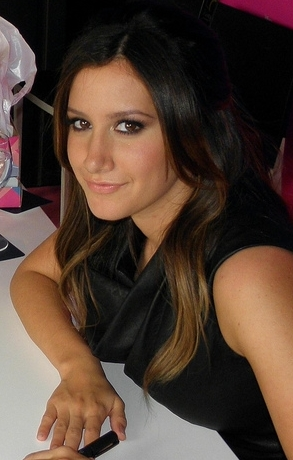
Ashley Tisdale
geboren in 1985

- 419 - Valentinianus III, Romeins keizer (overleden 455)
- 814 - Wu Zong, Chinees keizer (overleden 846)
- 1363 - Maria van Sicilië, koningin van Sicilië (overleden 1401)
- 1489 - Thomas Cranmer, Engels aartsbisschop van Canterbury (overleden 1556)
- 1648 - Arp Schnitger, Duits orgelbouwer (overleden 1719)
- 1667 - Pietro Ottoboni, Italiaans edelman en kardinaal (overleden 1740)
- 1714 - Christoph Willibald Gluck, Duits componist (overleden 1787)
- 1723 - Friedrich Gottlieb Klopstock, Duits dichter (overleden 1803)
- 1776 - Johannes Immerzeel, Nederlands schrijver, dichter en uitgever (overleden 1841)
- 1847 - Marcel Bertrand, Frans geoloog (overleden 1907)
- 1847 - James Sykes Gamble, Engels botanicus (overleden 1925)
- 1849 - Maria Theresia Henriëtte van Oostenrijk-Este, koningin van Beieren (overleden 1919)
- 1862 - William Henry Bragg, Brits natuurkundige (overleden 1942)
- 1872 - Gaëtan Gatian de Clérambault, Frans psychiater (overleden 1934)
- 1877 - Hermann Hesse, Zwitsers schrijver en Nobelprijswinnaar (1946) (overleden 1962)
- 1878 - Albert Nasse, Amerikaans roeier (overleden 1910)
- 1881 - Eduard von Steiger, Zwitsers politicus (overleden 1962)
- 1882 - Marie Bonaparte, prinses van Griekenland en Denemarken en psychoanalyticus (overleden 1962)
- 1884 - Alfons Maria Jakob, Duits neuroloog (overleden 1931)
- 1889 - Cor Hermus, Nederlands acteur, toneelregisseur en -schrijver (overleden 1953)
- 1894 - André Kertész, Hongaars-Amerikaans fotograaf (overleden 1985)
- 1903 - Alec Douglas-Home, Brits politicus en premier (overleden 1995)
- 1903 - Arthur May, Surinaams politicus (overleden 1979)
- 1903 - Olaf V, koning van Noorwegen (overleden 1991)
- 1904 - René Lacoste, Frans tennisser en kledingontwerper (overleden 1996)
- 1906 - Hans Bethe, Amerikaans natuurkundige (overleden 2005)
- 1907 - Eppo Doeve, Nederlands ontwerper en kunstenaar (overleden 1981)
- 1907 - Co Stelma, Nederlands gymnaste (overleden 1987)
- 1909 - Thurgood Marshall, Amerikaans Hooggerechtshofrechter (overleden 1993)
- 1911 - Reg Parnell, Brits autocoureur (overleden 1964)
- 1912 - Hércules de Miranda (Hércules), Braziliaans voetballer (overleden 1982)
- 1914 - Erich Topp, Duits militair (overleden 2005)
- 1915 - Bert Decorte, Belgisch dichter (overleden 2009)
- 1916 - Hans-Ulrich Rudel, Duits piloot (overleden 1982)
- 1917 - Pierre H. Dubois, Nederlands schrijver en dichter (overleden 1999)
- 1918 - Wim Boost, Nederlands cartoonist (overleden 2005)
- 1920 - Pieter Wiegersma, Nederlands glazenier, schilder, tapijtkunstenaar en schrijver (overleden 2009)
- 1922 - Jacques Pollet, Frans autocoureur (overleden 1997)
- 1922 - Pierre Cardin, Frans modeontwerper (overleden 2020)
- 1923 - Wisława Szymborska, Pools dichteres (overleden 2012)
- 1924 - Pieter Bogaers, Nederlands politicus (overleden 2008)
- 1925 - Patrice Lumumba, eerste minister-president van Congo (overleden 1961)
- 1925 - Herman Wigbold, Nederlands journalist (overleden 1998)
- 1927 - Kees Broekman, Nederlands schaatser (overleden 1992)
- 1927 - Joseph Brys, Belgisch atleet (overleden 2001)
- 1927 - Brock Peters, Amerikaans acteur (overleden 2005)
- 1928 - Mihajlo D. Mesarovic, Servisch-Amerikaans wiskundige, computerwetenschapper en systeemtheoreticus en professor
- 1928 - Line Renaud, Frans actrice en zangeres
- 1929 - Imelda Marcos, echtgenote van voormalig president van de Filipijnen, Ferdinand Marcos
- 1930 - Ahmad Jamal, Amerikaans jazzpianist/-componist (overleden 2023)
- 1930 - Carlos Menem, Argentijns politicus; president 1989-1999 (overleden 2021)
- 1931 - Frank Williams, Brits acteur (overleden 2022)
- 1932 - Waldemar Matuška, Tsjechisch schlagerzanger (overleden 2009)
- 1933 - Ulli Jessurun d'Oliveira, Nederlands jurist en letterkundige
- 1936 - Rex Gildo, Duits acteur en schlagerzanger (overleden 1999)
- 1936 - Omar Suleiman, Egyptisch politicus (overleden 2012)
- 1937 - Polly Holliday, Amerikaans actrice
- 1937 - Johan Volkerijk, Nederlands illustrator (overleden 2023)
- 1939 - Gerry Langley, Noord-Iers zanger en songwriter
- 1939 - Leapy Lee, Brits zanger
- 1939 - Paul Williams, Amerikaans baritonzanger van The Temptations (overleden 1973)
- 1940 - Susanna Mildonian, Armeens-Belgisch harpiste (overleden 2022)
- 1942 - Vicente Fox, Mexicaans politicus; president 2000-2006
- 1942 - Hein van Nievelt, Nederlands omroeper en presentator (overleden 2022)
- 1943 - Walter Godefroot, Belgisch wielrenner en ploegleider
- 1944 - Yvonne de Nijs, Nederlands zangeres (overleden 2016)
- 1945 - Cor van der Geest, Nederlands judocoach
- 1945 - Jip Golsteijn, Nederlands journalist en schrijver (overleden 2002)
- 1946 - Ricky Bruch, Zweeds acteur en atleet (overleden 2011)
- 1947 - Larry David, Amerikaans scenarioschrijver en acteur
- 1947 - Hans Vlek, Nederlands dichter (overleden 2016)
- 1948 - Józef Skrzek, Pools rockmuzikant
- 1949 - Gene McFadden, Amerikaans singer-songwriter en muziekproducent (overleden 2006)
- 1950 - Andrés Bermúdez Viramontes, Mexicaans-Amerikaans politicus en ondernemer (overleden 2009)
- 1950 - Annika Thor, Zweeds kinderboekenschrijfster
- 1953 - Petro Slobodjan, Sovjet-Oekraïens voetballer en voetbaltrainer (overleden 2020)
- 1954 - Bart van Leeuwen, Nederlands diskjockey
- 1955 - Cláudio Adão, Braziliaans voetballer
- 1955 - Francine Houben, Nederlands architecte
- 1955 - Hans Laroes, Nederlands tv-journalist en omroepbestuurder
- 1955 - Maria Stahlie, Nederlands schrijfster
- 1955 - Stephen Walt, Amerikaans professor en onderzoeker
- 1956 - Marga Bult, Nederlands zangeres
- 1956 - Jerry Hall, Brits actrice en model
- 1956 - Rien Koopman, Nederlands voetbalscheidsrechter
- 1957 - Bret Hart, Canadees worstelaar
- 1958 - Jos Compaan, Nederlands roeister (overleden 2020)
- 1958 - Wim Ernes, Nederlands dressuur bondscoach (overleden 2016)
- 1958 - Michael Turtur, Australisch wielrenner
- 1959 - Erwin Olaf, Nederlands fotograaf (overleden 2023)
- 1959 - Eduardo Bengoechea, Argentijns tennisser
- 1959 - Emanuele Bombini, Italiaans wielrenner
- 1960 - Julia Montgomery, Amerikaans actrice
- 1961 - Samy Naceri, Frans acteur
- 1963 - Marcel Wanders, Nederlands industrieel ontwerper
- 1964 - Dominique van der Heyde, Nederlands tv-journaliste en presentatrice
- 1965 - Luc Borrelli, Frans voetballer (overleden 1999)
- 1965 - Ron van der Ende, Nederlands beeldhouwer
- 1966 - Peter De Clercq, Belgisch wielrenner
- 1966 - Dave Parsons, Brits bassist
- 1967 - Aleksandar Berelovitsj, Oekraïens schaker
- 1969 - Wim De Vilder, Vlaams journalist en nieuwsanker
- 1970 - Derrick Adkins, Amerikaans atleet
- 1970 - Steve Morrow, Noord-Iers voetballer
- 1972 - Matthew Birir, Keniaans atleet
- 1972 - Darren Shan, Iers auteur
- 1974 - Joyce De Troch, Vlaams zangeres en presentatrice
- 1974 - Marc Hendrikx, Belgisch voetballer
- 1975 - Joel Aguilar, Salvadoraans voetbalscheidsrechter
- 1975 - Daniel Kowalski, Australisch zwemmer
- 1975 - Erik Ohlsson, Zweeds gitarist
- 1976 - Klaas Delrue, Belgisch muzikant
- 1976 - Laurent Lefèvre, Frans wielrenner
- 1977 - Dorian Çollaku, Albanees atleet
- 1977 - Christoph Freund, Oostenrijks voetballer en sportbestuurder
- 1978 - Kossi Agassa, Togolees voetballer
- 1978 - Matteo Bobbi, Italiaans autocoureur
- 1978 - Glody Dube, Botswaans atleet
- 1979 - Walter Davis, Amerikaans atleet
- 1979 - Bas van Erp, Nederlands paralympisch sporter
- 1979 - Diana Goertskaja, Georgisch zangeres
- 1980 - Bertolf Lentink, Nederlands zanger
- 1980 - Matej Marin, Sloveens wielrenner (overleden 2021)
- 1981 - Sébastien Delferière, Belgisch voetbalscheidsrechter
- 1981 - Vladimir Dišljenković, Servisch voetballer
- 1981 - Tomass Dukurs, Lets skeletonracer
- 1981 - Marc-Antoine Fortuné, Frans voetballer
- 1981 - Claude Reiter, Luxemburgs voetballer
- 1981 - Gökmen Tanis, Turks schutter die vier Nederlanders vermoordde
- 1981 - Zoerab Zviadauri, Georgisch judoka
- 1982 - Billy Bakker, Nederlands mediapersoonlijkheid
- 1983 - Michelle Branch, Amerikaans singer-songwriter
- 1983 - Krystl Pullens, Nederlands zangeres en songwriter
- 1984 - Maarten Martens, Belgisch voetballer
- 1984 - Johnny Weir, Amerikaans kunstschaatser
- 1985 - Jürgen Roelandts, Belgisch wielrenner
- 1985 - Ashley Tisdale, Amerikaans actrice en zangeres
- 1985 - Nikolaj Troesov, Russisch wielrenner
- 1986 - Damaru, Surinaams zanger en rapper
- 1986 - Lindsay Lohan, Amerikaans actrice
- 1986 - Murray Stewart, Australisch kanovaarder
- 1987 - Roeslana Korsjoenova, Kazachs model (overleden 2008)
- 1988 - Sjur Røthe, Noors langlaufer
- 1989 - Lucinda Brand, Nederlands wielrenster
- 1989 - François Place, Frans freestyleskiër
- 1990 - Kayla Harrison, Amerikaans judoka
- 1990 - Roman Lob, Duits zanger
- 1990 - Malou Petter, Nederlands tv-journaliste en presentatrice
- 1990 - Margot Robbie, Australisch actrice
- 1991 - Grant Gillespie, Schots voetballer
- 1991 - Antonin Guigonnat, Frans biatleet
- 1991 - Hélène Heemskerk, Nederlands voetbalspeelster
- 1991 - Danelle Sandoval, Amerikaans singer-songwriter
- 1992 - Madison Chock, Amerikaans kunstschaatsster
- 1992 - Gus Halper, Amerikaans acteur
- 1992 - Tetsuta Nagashima, Japans motorcoureur
- 1992 - Nana Takagi, Japans langebaanschaatsster
- 1994 - Menno Koch, Nederlands voetballer
- 1994 - Henrik Kristoffersen, Noors alpineskiër
- 1994 - Chris Stussy, Nederlands dj en muziekproducent
- 1995 - Ryan Murphy, Amerikaans zwemmer
- 1996 - Tallon Griekspoor, Nederlands tennisser
- 1996 - Andy Van Hoof, Belgisch voetballer
- 1997 - Grace Geyoro, Frans voetbalster
- 1997 - Maximilian Günther, Duits-Oostenrijks autocoureur
- 1998 - Ema Klinec, Sloveens schansspringster
- 1998 - Karabo Sibanda, Botswaans atleet
- 1999 - Mattia Casadei, Italiaans motorcoureur
- 1999 - Isaiah Joe, Amerikaans basketballer
- 1999 - Clarissa Larisey, Canadees voetbalster
- 2000 - Angelica Soffia, Italiaans voetbalster
- 2002 - Fleur Mol, Nederlands voetbalster
- 2004 - Rome-Jayden Owusu-Oduro, Nederlands-Ghanees voetballer

## Overleden

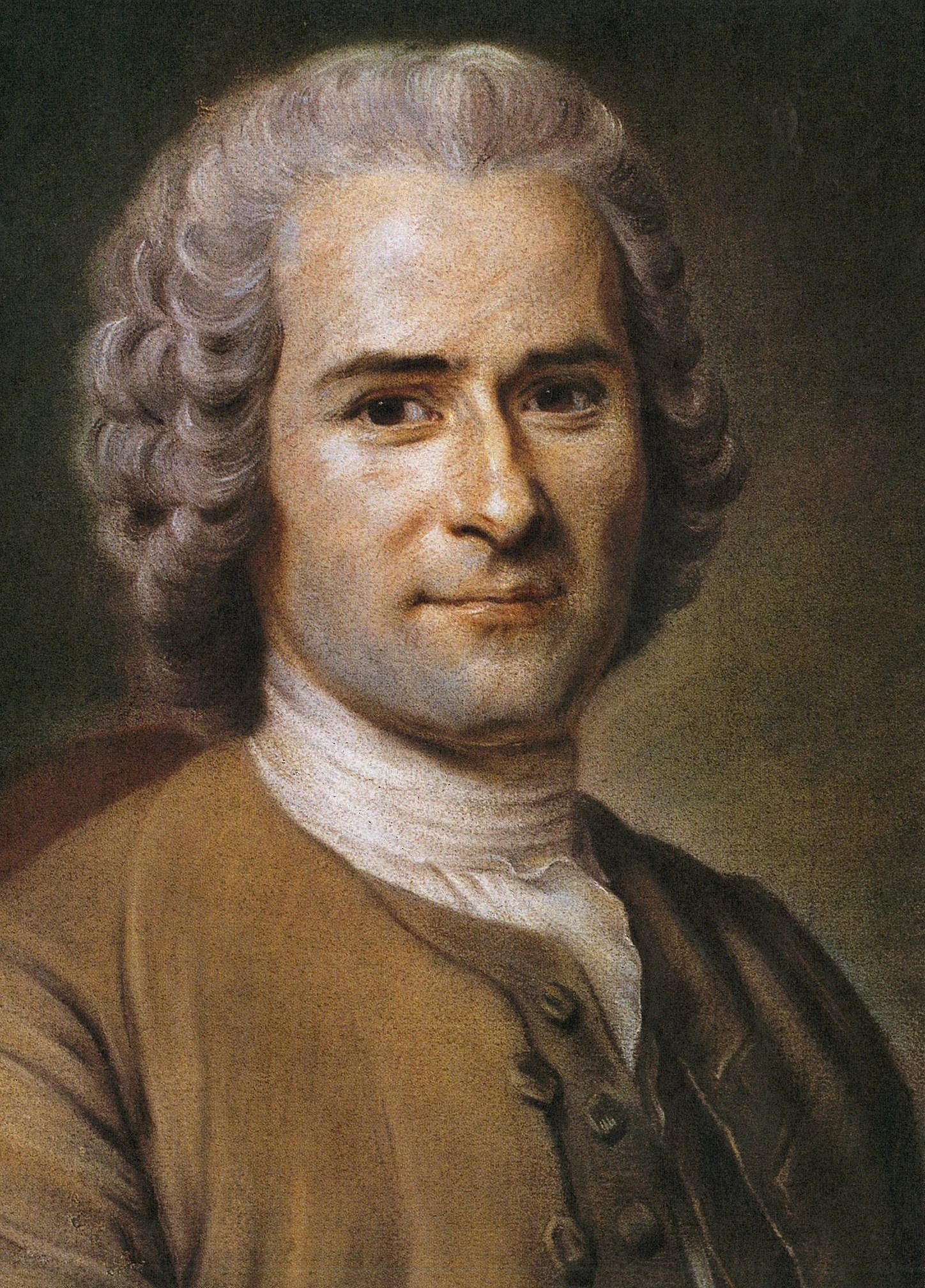
Jean-Jacques Rousseau
overleden in 1778

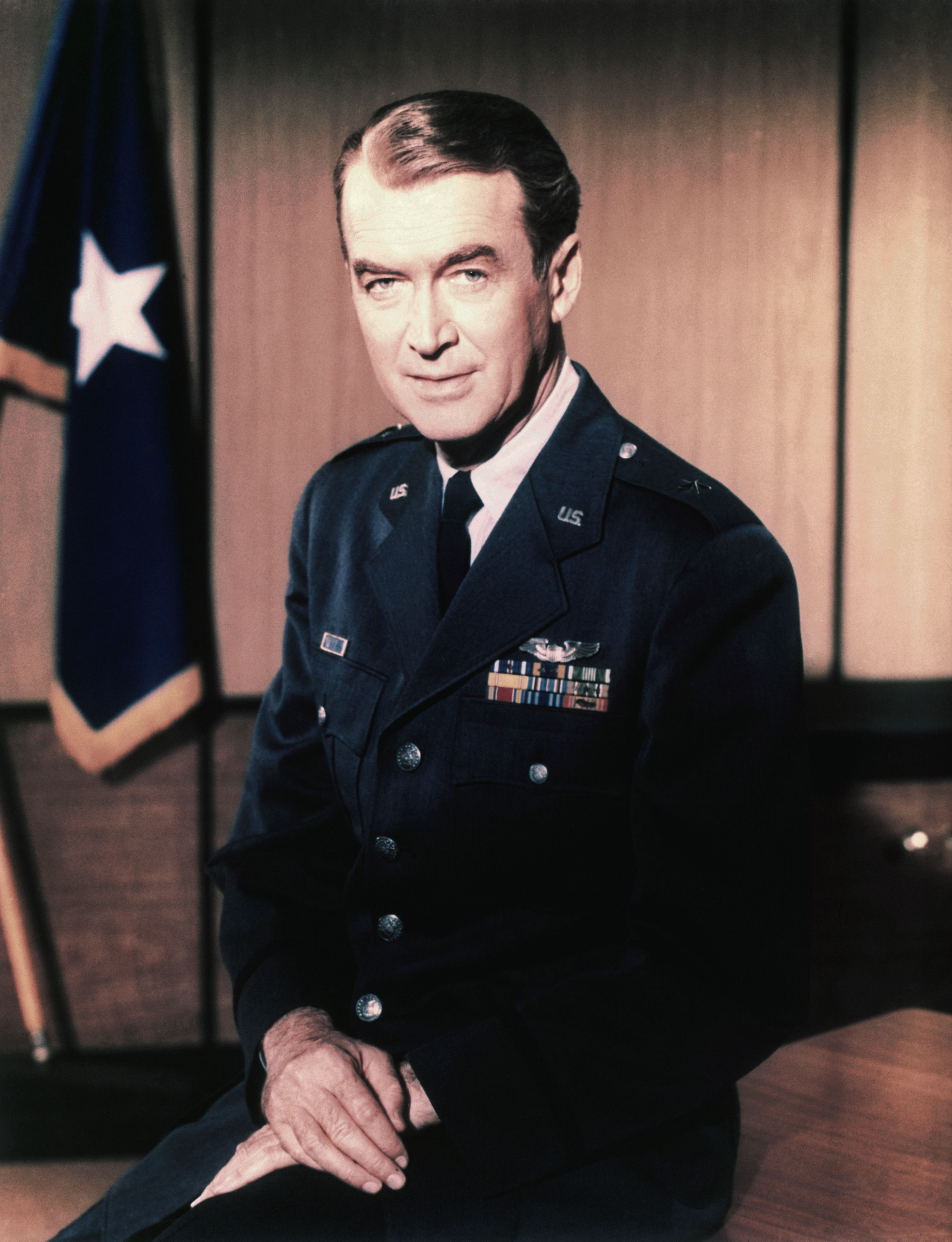
James Stewart
overleden in 1997

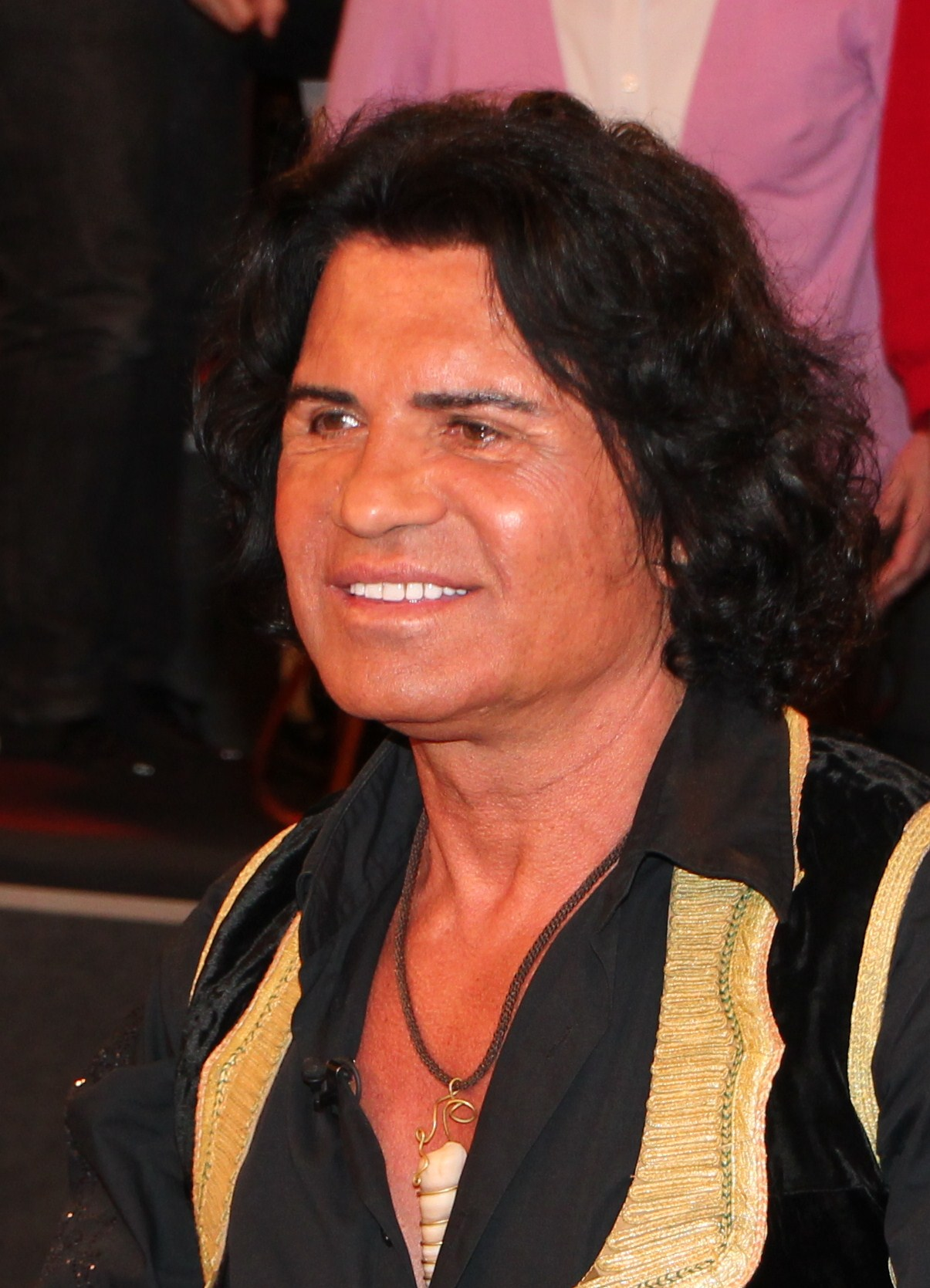
Costa Cordalis
overleden in 2019

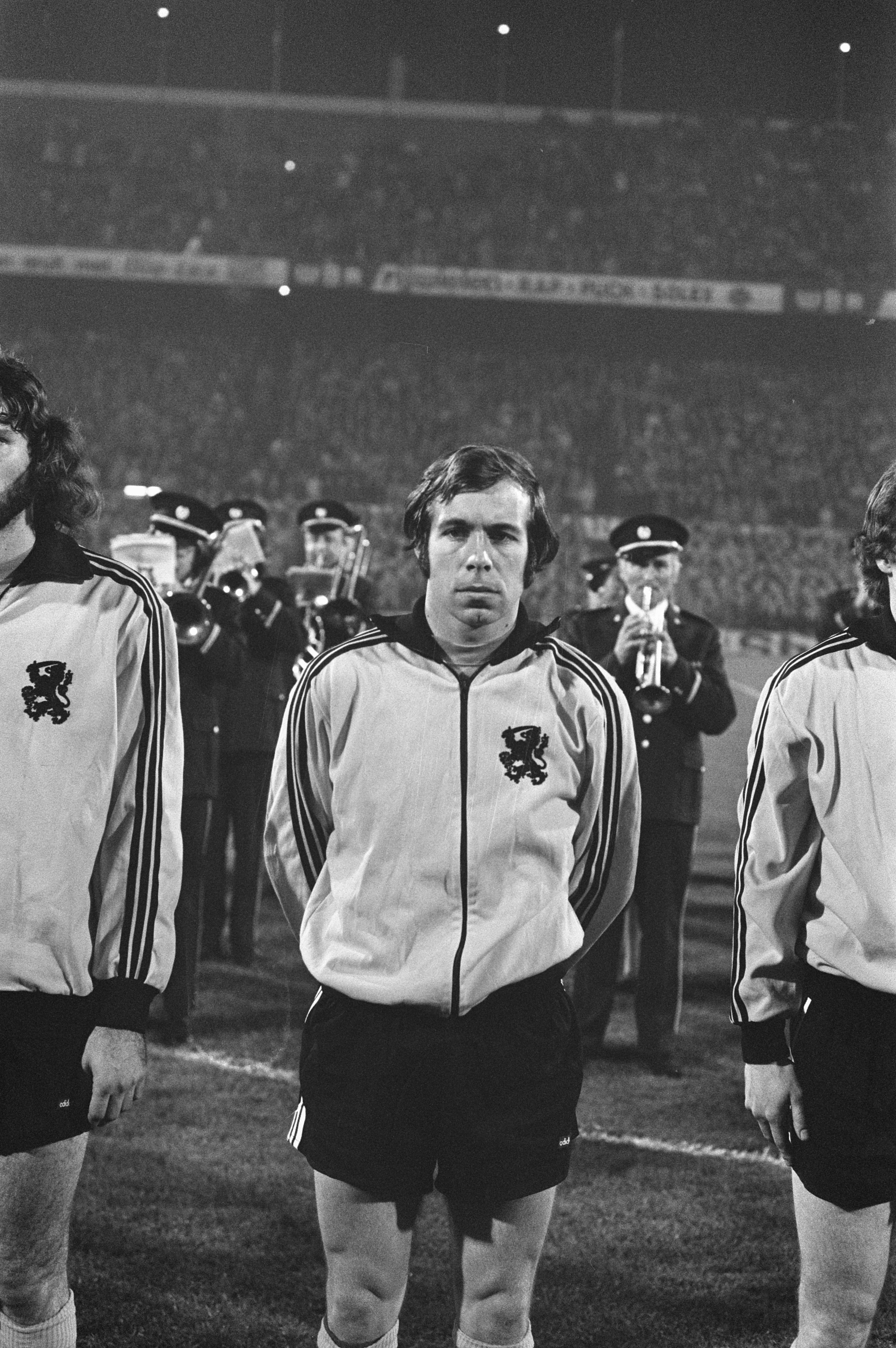
Theo Pahlplatz
overleden in 2023

- 862 - Swithun van Winchester (~62), Angelsaksische bisschop en heilige
- 936 - Hendrik de Vogelaar (~60), Duits koning, hertog van Saksen
- 1298 - Adolf I van Nassau (~44), Duits koning, graaf van Nassau, landgraaf van Thüringen
- 1429 - Filips I van Nassau-Weilburg (~61), graaf van Nassau-Weilburg en Saarbrücken
- 1566 - Nostradamus (62), Frans astroloog
- 1591 - Vincenzo Galilei, Italiaans musicus
- 1778 - Jean-Jacques Rousseau (66), Zwitsers-Frans Verlichtingsfilosoof, schrijver en autodidact componist
- 1843 - Samuel Hahnemann (88), Duits arts en homeopaat
- 1850 - Robert Peel (62), Brits politicus
- 1889 - Hendrik Karel Lambrecht (41), Belgisch bisschop van Gent
- 1915 - Porfirio Díaz (84), Mexicaans generaal en dictator
- 1927 - Gérard de Courcelles (38), Frans autocoureur
- 1931 - Peter Kürten (48), Duits massamoordenaar
- 1932 - Emanuel II van Portugal (42), laatste koning van Portugal
- 1937 - Amelia Earhart (49), Amerikaans piloot
- 1941 - Hilmar Wäckerle (41), Duits commandant van concentratiekamp Dachau
- 1942 - Jevgeni Petrov (38), Russisch schrijver
- 1943 - Rika Davids (57), Nederlands variété-artieste
- 1943 - Gerrit Kleerekoper (46), Nederlands turncoach
- 1943 - Lea Nordheim (39), Nederlands gymnaste
- 1943 - Michel Velleman (48), Nederlands goochelaar en illusionist (artiestennaam "Ben Ali Libi")
- 1949 - Georgi Dimitrov (67), Bulgaars politicus
- 1952 - Henriëtte Bosmans (56), Nederlands componiste en pianiste
- 1957 - Eugene Mercer (68), Amerikaans atleet
- 1961 - Ernest Hemingway (61), Amerikaans schrijver en Nobelprijswinnaar
- 1962 - Peter Ryan (22), Amerikaans autocoureur
- 1963 - Seth Barnes Nicholson (71), Amerikaans astronoom
- 1963 - Lisa Tetzner (68), Duits kinderboekenschrijfster
- 1966 - Augusta Victoria van Hohenzollern (75), echtgenote van de laatste koning van Portugal Emanuel II
- 1968 - Francis Brennan (74), Amerikaans curiekardinaal
- 1968 - Paul Gehlhaar (62), Duits voetballer
- 1973 - Betty Grable (56), Amerikaans actrice
- 1973 - Ferdinand Schörner (81), Duits generaal-veldmaarschalk
- 1974 - Fons Pelser (80), Nederlands voetballer
- 1974 - Toon van Welsenes (50), Nederlands atleet
- 1977 - Vladimir Nabokov (78), Russisch-Amerikaans schrijver
- 1977 - Plácido Monsores (Plácido) (64), Braziliaans voetballer
- 1981 - Paul Schmiedlin (84), Zwitsers voetballer
- 1985 - David Purley (40), Brits autocoureur
- 1989 - Andrej Gromyko (79), Russisch diplomaat en president
- 1992 - José Monje Cruz (41), Spaanse flamencozanger
- 1994 - Andrés Escobar (27), Colombiaans voetballer
- 1994 - Gianbattista Guidotti (92), Italiaans autocoureur
- 1996 - G.L. Durlacher (67), Nederlands schrijver
- 1996 - Hal Robson (84), Canadees autocoureur
- 1997 - Suze Boschma-Berkhout (75), Nederlands beeldhouwster
- 1997 - James Stewart (89), Amerikaans acteur en militair
- 1999 - Mario Puzo (78), Amerikaans schrijver
- 2000 - Joey Dunlop (48), Noord-Iers motorcoureur
- 2002 - Ray Brown (75), Amerikaans jazzbassist
- 2005 - Ernest Lehman (89), Amerikaans scenarioschrijver
- 2007 - Beverly Sills (78), Amerikaans sopraan
- 2007 - Hy Zaret (99), Amerikaans tekstschrijver en componist
- 2008 - Chris Arlman (64), Nederlands politicus voor de PvdA
- 2009 - Pasquale Borgomeo (76), Italiaans journalist
- 2009 - Susan Fernandez (52), Filipijns zangeres en activiste
- 2009 - Martin Hengel (82), Duits theoloog
- 2009 - Tyeb Mehta (84), Indiaas kunstschilder
- 2011 - Wim van Eer (83), Surinaams politicus en diplomaat
- 2011 - Itamar Franco (81), Braziliaans politicus
- 2011 - Marcel Hastir (105), Belgisch kunstschilder en theosoof
- 2012 - Maurice Chevit (88), Frans acteur
- 2012 - Max Hamburger (92), Nederlands verzetsstrijder, psychiater en Holocaustoverlevende
- 2012 - Ben van Os (67), Nederlands production designer en artdirector
- 2013 - Douglas Engelbart (88), Amerikaans elektrotechnicus en de uitvinder van de computermuis
- 2013 - Fawzia van Egypte (91), prinses van Egypte
- 2013 - Bengt Hallberg (80), Zweeds jazzpianist en componist
- 2013 - Sef Imkamp (88), Nederlands politicus
- 2014 - Chad Brown (52), Amerikaans pokerspeler
- 2014 - Louis Zamperini (97), Amerikaans atleet en militair
- 2015 - Slavko Avsenik (85), Sloveens muzikant en componist
- 2015 - Bob Smalhout (87), Nederlands anesthesioloog, hoogleraar, columnist en publicist
- 2015 - Jacobo Zabludovsky (87), Mexicaans journalist, presentator en nieuwslezer
- 2016 - Caroline Aherne (52), Brits actrice
- 2016 - Michael Cimino (77), Amerikaans filmregisseur
- 2016 - Renée de Haan (61), Nederlands zangeres
- 2016 - Rudolf Emil Kálmán (86), Hongaars-Amerikaans elektrotechnicus en wiskundige
- 2016 - Patrick Manning (69), president van Trinidad en Tobago
- 2016 - Michel Rocard (85), Frans premier
- 2016 - Elie Wiesel (87), Amerikaans schrijver en Holocaustoverlevende
- 2017 - Smith Hart (68), Amerikaans-Canadees worstelaar
- 2017 - Boudewijn Henny (74), Nederlands ondernemer en crimineel
- 2017 - Chris Roberts (73), Duits schlagerzanger
- 2017 - Tatjana Zatoelovskaja (81), Russisch-Israëlisch schaakgrootmeester
- 2019 - Michael Colgrass (87), Amerikaans-Canadees componist, muziekpedagoog en slagwerker
- 2019 - Costa Cordalis (75),  Duits schlagerzanger
- 2020 - Nikolaj Kapoestin (82), Russisch componist en pianist
- 2020 - Abraham Louis Schneiders (94), Nederlands letterkundige en diplomaat
- 2021 - Eric Balemans (59), Nederlands politicus
- 2021 - Elliot Lawrence (96), Amerikaans pianist, componist, bigband-leider en dirigent
- 2021 - Bill Ramsey (90), Duits-Amerikaans jazz- en schlagerzanger
- 2021 - Jolien Verschueren (31), Belgisch wielrenster
- 2021 - Lise Vidal (43), Frans windsurfster
- 2022 - Peter Brook (97), Brits theaterproducent en filmregisseur
- 2022 - Andy Goram (58), Schots voetballer
- 2022 - Edward Meeks (90), Amerikaans acteur
- 2022 - Laurent Noël (102), Canadees bisschop
- 2023 - Khosrow Hassanzadeh (60), Iraans schilder
- 2023 - Theo Pahlplatz (76), Nederlands voetballer
- 2023 - Arturo Woodman Pollit (91), Peruviaans bouwondernemer, politicus en sportbestuurder
- 2024 - Nilüfer Gürsoy (103), Turks politica
- 2024 - Wim Hazeu (84), Nederlands schrijver, dichter en biograaf
- 2024 - Karel Rottiers (71), Belgisch wielrenner
- 2025 - Paul Cuijpers (Paul Cherryseed) (44), Nederlands singer-songwriter
- 2025 - Julian McMahon (56), Australisch acteur
- 2025 - Bas Ramselaar (64), Nederlands zanger en dirigent

## Viering/herdenking
- Dia di bandera (dag van de vlag), Curaçao (sinds 1984)
- Palio di provenzano, de jaarlijkse paardenrennen in de straten van Sienna (sinds 1650)
- Rooms-Katholieke kalender:
  - (traditioneel) Maria-Visitatie (tot 1969)
  - Heiligen Processus en Martinianus († c. 69)
  - Heilige Swithun van Winchester († 862)
  - Heilige Otto van Bamberg († 1139)
  - Heilige Bernardino Realino († 1616)
  - Heilige Monegundis van Chartres († 570)
  - Zalige Eugénie Joubert († 1904)
- Oosters-orthodoxe kalender:
  - Kleedaflegging van de Moeder Gods

## Weerextremen

### Nederland
| | Officiële records | Officiële records | Officiële records |      | Landelijke records | Landelijke records | Landelijke records                                          |
| Gebeurtenis | Jaar              | Extreem           | Locatie           | Jaar | Extreem            | Locatie            |                                                             |
| --- | ----------------- | ----------------- | ----------------- | ---- | ------------------ | ------------------ | ----------------------------------------------------------- |
| Laagste etmaalgemiddelde temperatuur (°C) | 1919              | 11,0              | De Bilt           |      | 1907               | 9,8                | Maastricht                                                  |
| Hoogste etmaalgemiddelde temperatuur (°C) | 2010              | 27,1              | De Bilt           |      | 2010 2015          | 28,6 28,6          | Volkel Arcen                                                |
| Laagste minimumtemperatuur (°C) | 1938              | 5,0               | De Bilt           |      | 1979               | 3,3                | Twenthe                                                     |
| Hoogste minimumtemperatuur (°C) | 2010              | 20,5              | De Bilt           |      | 2010               | 21,7               | Maastricht                                                  |
| Laagste maximumtemperatuur (°C) | 1919              | 14,7              | De Bilt           |      | 1907               | 12,8               | Maastricht                                                  |
| Hoogste maximumtemperatuur (°C) | 2010              | 33,6              | De Bilt           |      | 2015               | 38,2               | Maastricht                                                  |
| Hoogste uurgemiddelde windsnelheid (m/s) | 1946              | 10,8              | De Bilt           |      | 1959               | 17,0               | Vlissingen                                                  |
| Hoogste windstoot (m/s) | 1952              | 17,5              | De Bilt           |      | 1991               | 24,2               | Tholen                                                      |
| Langste zonneschijnduur (uur) | 1976              | 15,6              | De Bilt           |      | 1976 2009 2018     | 15,7 15,7          | Schiphol Leeuwarden De Kooy, Hoorn Terschelling, Leeuwarden |
| Langste neerslagduur (uur) | 1978              | 15,1              | De Bilt           |      | 1978               | 18,0               | Rotterdam                                                   |
| Hoogste etmaalsom van de neerslag (mm) | 1978              | 17,0              | De Bilt           |      | 2007               | 40,7               | Lauwersoog                                                  |
| Laagste etmaalgemiddelde relatieve vochtigheid (%) | 2018              | 40                | De Bilt           |      | 1976 2018          | 34 34              | Maastricht Eindhoven, Gilze-Rijen                           |
| Laagste uurwaarde luchtdruk op zeeniveau (hPa) | 1988              | 993,7             | De Bilt           |      | 1988               | 992,6              | Gilze-Rijen                                                 |
| Hoogste uurwaarde luchtdruk op zeeniveau (hPa) | 1949              | 1029,6            | De Bilt           |      | 1949               | 1029,8             | De Kooy                                                     |
| Officiële records worden altijd gemeten op het KNMI-weerstation in De Bilt. Landelijke records kunnen worden gemeten op elk officieel KNMI-weerstation in Nederland. |                   |                   |                   |      |                    |                    |                                                             |

Uitzonderlijke gebeurtenissen
- 1914 - Officieel hoogste minimumtemperatuur in °C van het jaar gemeten in De Bilt: 18,1
- 1961 - Officieel hoogste minimumtemperatuur in °C van het jaar gemeten in De Bilt: 18,5
- 1968 - Officieel hoogste minimumtemperatuur in °C van het jaar gemeten in De Bilt: 19,3
- 1968 - Laatste officiële tropische dag van het jaar (maximumtemperatuur ≥ 30 °C in De Bilt)
- 1973 - Eerste officiële tropische dag van het jaar (maximumtemperatuur ≥ 30 °C in De Bilt)
- 1986 - Laatste officiële tropische dag van het jaar (maximumtemperatuur ≥ 30 °C in De Bilt)
- 1991 - Eerste officiële zomerse dag van het jaar (maximumtemperatuur ≥ 25 °C in De Bilt)
- 1994 - Eerste officiële tropische dag van het jaar (maximumtemperatuur ≥ 30 °C in De Bilt)
- 2008 - Eerste en enige officiële tropische dag van het jaar (maximumtemperatuur ≥ 30 °C in De Bilt)
- 2010 - Officieel hoogste minimumtemperatuur in °C van het jaar gemeten in De Bilt: 20,5
- 2010 - Eerste officiële tropische dag van het jaar (maximumtemperatuur ≥ 30 °C in De Bilt)
- 2015 - Officieel hoogste minimumtemperatuur in °C van het jaar gemeten in De Bilt: 19,0
- 2015 - Hoogste maximumtemperatuur ooit in juli in Nederland gemeten in Maastricht: 38,2 °C

### België
Dagrecords
- 1923 - Laagste etmaalgemiddelde temperatuur 11,3 °C
- 2010 - Hoogste etmaalgemiddelde temperatuur 27,5 °C
- 1960 - Laagste minimumtemperatuur 5,9 °C
- 2010 - Hoogste maximumtemperatuur 33,9 °C
- 2008 - Hoogste etmaalsom van de neerslag 23,8 mm

Uitzonderlijke gebeurtenissen
- 1952 - Een warme nacht in Ukkel: de temperatuur zakt niet onder 21,9 °C.
- 1960 - Temperatuurminimum 0,7 °C in Rochefort.
- 1991 - Tornado met ernstige schade in Sterrebeek (Zaventem).
- 2000 - Onweders met hevige regenval leiden tot plaatselijke overstromingen in bijna alle streken van het land.
- 2008 - Actieve onweersbuien resulteren in grote neerslaghoeveelheden tot 134,5 mm in Strée (Modave).
- 2010 - In grote delen van het land loopt de maximumtemperatuur op tot boven 30 °C. In Kleine-Brogel (Peer) wordt het 37,3 °C.

<< · 1 · 2 · 3 · 4 · 5 · 6 · 7 · 8 · 9 · 10 · 11 · 12 · 13 · 14 · 15 · 16 · 17 · 18 · 19 · 20 · 21 · 22 · 23 · 24 · 25 · 26 · 27 · 28 · 29 · 30 · 31 · >>